# Matthew Clarke (Leichtathlet, 2000)
Matthew Clarke (* 16. März 2000) ist ein barbadischer Leichtathlet, der sich auf den Sprint spezialisiert hat.

## Sportliche Laufbahn
Erste internationale Erfahrungen sammelte Matthew Clarke bei den CARIFTA Games 2016 in St. George’s, bei denen er in 10,78 s den fünften Platz im 100-Meter-Lauf in der U18-Altersklasse belegte und über 200 Meter in 21,75 s die Bronzemedaille gewann. Im Jahr darauf belegte er bei den CARIFTA Games in Willemstad in 10,76 s den vierten Platz über 100 Meter und gelangte mit 21,65 s auch im 200-Meter-Lauf auf Rang vier. Anschließend belegte er bei den U20-Panamerikameisterschaften in Trujillo in 21,38 s den sechsten Platz über 200 Meter und verpasste mit 10,88 s den Finaleinzug über 200 Meter. 2018 schied er bei den CARIFTA Games in Nassau mit 10,78 s im Vorlauf über 100 Meter in der U20-Altersklasse aus und kam auch über 200 Meter mit 21,41 s nicht über die Vorrunde hinaus. Zudem gewann er mit der barbadischen 4-mal-100-Meter-Staffel in 40,43 s die Bronzemedaille. Anschließend schied er bei den U20-Weltmeisterschaften in Tampere mit 21,35 s in der ersten Runde über 200 Meter aus. Im selben Jahr zog er in die Vereinigten Staaten und begann dort ein Studium an der Alabama State University. 2019 belegte er bei den CARIFTA Games in George Town in 10,50 s den fünften Platz über 100 Meter und mit der Staffel sicherte er sich in 40,18 s erneut die Bronzemedaille. 2021 klassierte er sich bei den U23-NACAC-Meisterschaften in San José mit 10,55 s auf dem vierten Platz über 100 Meter und wurde in 21,16 s auch über 200 Meter Vierter. 2023 belegte er bei den Zentralamerika- und Karibikspielen in San Salvador in 20,49 s den vierten Platz über 200 Meter und verpasste über 100 Meter mit 10,53 s den Finaleinzug.
2021 wurde Clarke barbadischer Meister im 200-Meter-Lauf.

## Persönliche Bestleistungen
- 100 Meter: 10,25 s (+1,8 m/s), 8. Mai 2021 in Prairie View
  - 60 Meter (Halle): 6,83 s, 25. Februar 2021 in Birmingham
- 200 Meter: 20,49 s (−0,3 m/s), 5. Juli 2023 in San Salvador
  - 200 Meter (Halle): 21,38 s, 24. Februar 2021 in Birmingham